# Systropha iranica
Systropha iranica är en biart som beskrevs av Popov 1967. Systropha iranica ingår i släktet Systropha och familjen vägbin. Inga underarter finns listade i Catalogue of Life.